# Riley (Kansas)
Riley é uma cidade localizada no estado americano de Kansas, no Condado de Riley.

## Demografia
Segundo o censo americano de 2000, a sua população era de 886 habitantes.
Em 2006, foi estimada uma população de 551, um decréscimo de 335 (-37.8%).

## Geografia
De acordo com o United States Census Bureau tem uma área de
1,1 km², dos quais 1,1 km² cobertos por terra e 0,0 km² cobertos por água. Riley localiza-se a aproximadamente 393 m acima do nível do mar.

## Localidades na vizinhança
O diagrama seguinte representa as localidades num raio de 24 km ao redor de Riley.